# Iqra Khalid
Iqra Khalid, née le 20 novembre 1985 à Bahawalpur (Pakistan), est une juriste et femme politique canadienne. Membre du Parti libéral du Canada, elle représente la circonscription de Mississauga—Erin Mills depuis 2015.

## Biographie
Khalid reçoit son doctorat en droit à l'université de l'Ouest du Michigan avant de devenir employée municipale à Mississauga. En 2015, elle remporte la nouvelle circonscription de Mississauga—Erin Mills en battant Bob Dechert, qui représentait la défunte circonscription de Mississauga-Erindale. Sa victoire est partiellement attribuée aux positions islamophobes des conservateurs, le parti de son opposant.
Durant son mandat parlementaire, elle dépose une motion pour lutter contre l'islamophobie et le racisme. Cependant, elle est aussi critiquée pour son association avec Amin El Maoued, un homme avec un passé antisémite. Réélue en 2019, elle est de nouveau candidate en 2021.